# El Maroi
El Maroi és una casa d'Osor (Selva) inclosa a l'Inventari del Patrimoni Arquitectònic de Catalunya.

## Descripció
El Maroi es troba clarament estructurat en tres parts: al centre tenim l'habitatge, pròpiament, el qual havia actuat com a masia però que en l'actualitat es troba en desús. Es tracta d'un cos de tres plantes cobert amb una teulada d'una aigua de vessant a façana. En la planta baixa trobem el portal d'accés d'arc de mig punt.
El primer pis consta de dues obertures rectangualars. La del centre, ubicada en el mateix eix de simetria que el portal i ocupant part del seu espai físic, és projectada com a balconada i equipada amb una penya volada d'aspecte lleuger i una barana de ferro forjat. La de l'extrem dret és projectada com a semi-balconada, ja que la barana de ferro forjat actua més com a ampit que no pas com a barana pròpiament, cosa que provoca que no sobresurti gens respecta el pla horitzontal de la façana. Pel que fa al treball de la forja aplicat a les baranes, aquest és molt avançat sobretot en la balconada central, com així ho acredita tant les formes delicades però ben dibuixades com les inicials de difícil interpretació i la data de "1902".
En el segon pis trobem una obertura rectangular projectada com a semi-balconada i al centre una galeria de tres arcs de mig punt, amb un ampit d'obra constituït a base de maons.
Entremig del primer i segon pis trobem les restes vivents d'un rellotge de sol, el qual està bastant deteriorat però que conserva això si la broca per indicar les hores.
Tanca la façana en la part superior un ràfec de quatre fileres, la primera de rajola plana, la segona de rajola en punta de diamant, la tercera de rajola plana i la quarta de teula.
Segons la fitxa del Consell Comarcal núm. 847 efectuada per Joan Llinàs i Jordi Merino, a l'extrem esquerre, integrada a l'edifici, trobariem la capella dedicada a St. Josep. En estar integrada a l'edifici la capella comparteix les mateixes característiques que aquell és a dir: tres plantes, vessant a façana i ràfec de quatre fileres. L'accés a la capella es realitzaria per mitjà del portal d'arc de mig punt de la planta baixa. En el primer i segon pis trobem dues obertures rectangulars - una per pis respectivament- projectades com a semi-balconades, ja que les baranes de ferro forjat actuen més com a ampit que no pas com a baranes pròpiament, cosa que provoca que no sobresurtin gens respecta el pla horitzontal de la façana. Pel que fa al treball de la forja aplicat a les baranes, aquest és encertat en la del primer pis, mentre que en la del segon és totalment irrellevant.
A l'extrem dret trobem el graner o magatzem de dues plantes i vessant a façana. En la planta baixa trobem el gran portal d'accés d'arc carpanell i en el primer pis una galeria de tres arcs de mig punt, amb un ampit d'obra constituït a base de maons.
Tanca la façana en la part superior un ràfec de quatre fileres, la primera de rajola plana, la segona de rajola en punta de diamant, la tercera de rajola plana i la quarta de teula.
Pel que fa al tema dels materials, la façana està completament arrebossada, però no els laterals quedant al descobert tota la matèria primera.
Quant a l'estat de conservació de l'edifici aquest és bastant dolent, com així ho acrediten diversos factors com ara les múltiples capes disperses per tota la façana, en les quals s'ha desprès l'arrebossat quedant a la vista la composició interna de l'edifici a bases de pedres fragmentades, còdols de riu i fragments de rajola esmicolada o bé l'espessa vegetació que aflora especialment en l'extrem dret de l'edifici.